# New Glarus
New Glarus è un villaggio degli Stati Uniti d'America, situato in Wisconsin, nella contea di Green.